# Bad Brambach
Bad Brambach is een gemeente en plaats in de Duitse deelstaat Saksen, en maakt deel uit van de Vogtlandkreis. Het telt 1.807 inwoners.
Bad Brambach ligt in het bosrijke Elstergebergte in het oosten van het Vogtland (550 – 600 m) en heeft een mild, subalpine klimaat. Het is een kuuroord, vooral ook dankzij de zes natuurlijke bronnen, die alle een andere unieke samenstelling hebben. Allemaal hebben ze een hoge concentratie minerale zouten, ijzer, kooldioxide en radon. Radon is een radioactief edelgas en is in Europa op weinig plaatsen bruikbaar. Het radongehalte van de Wettinquelle behoort tot de hoogste ter wereld.

## Indeling gemeente
De gemeente bestaat uit de volgende kernen:

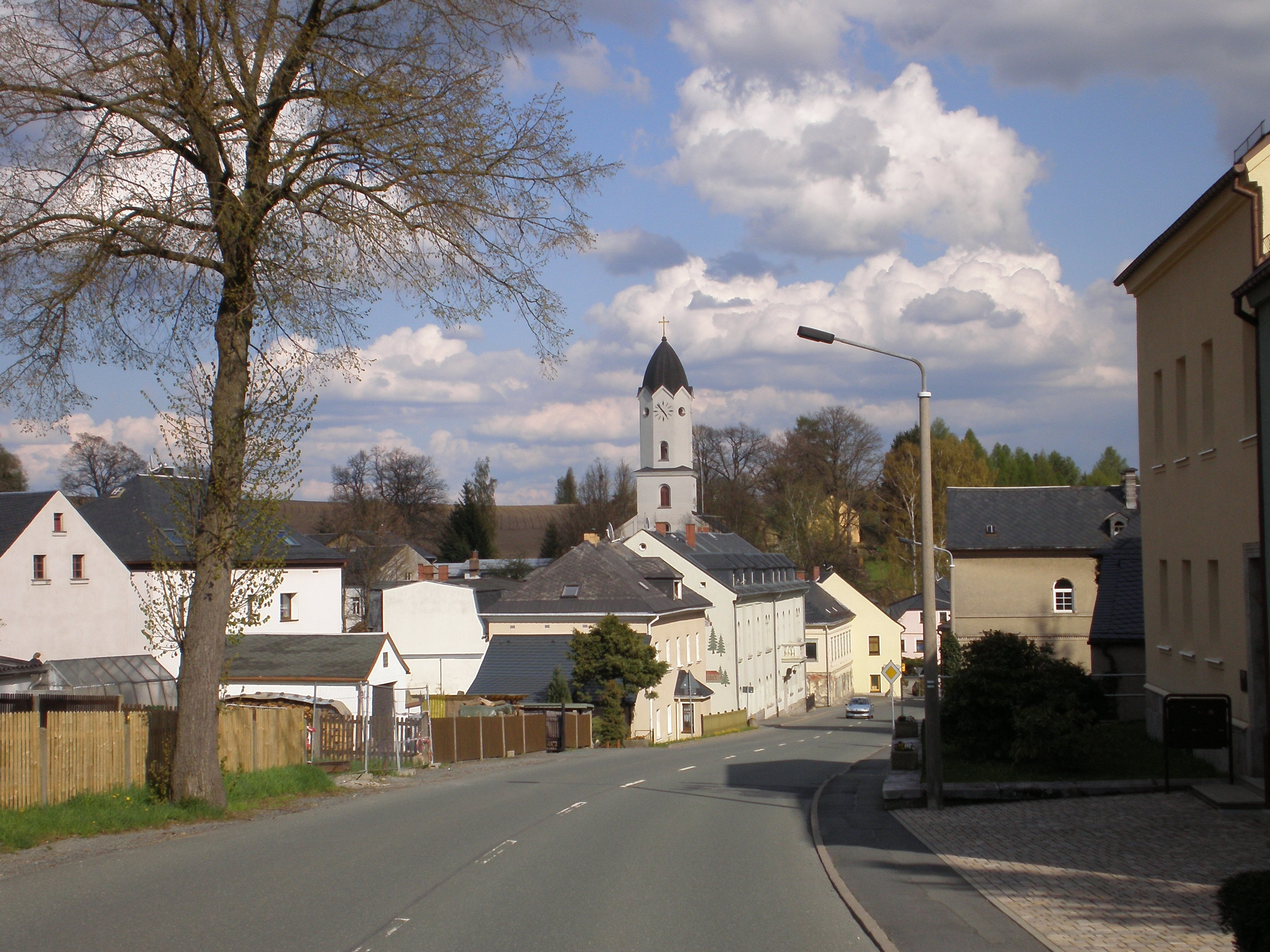
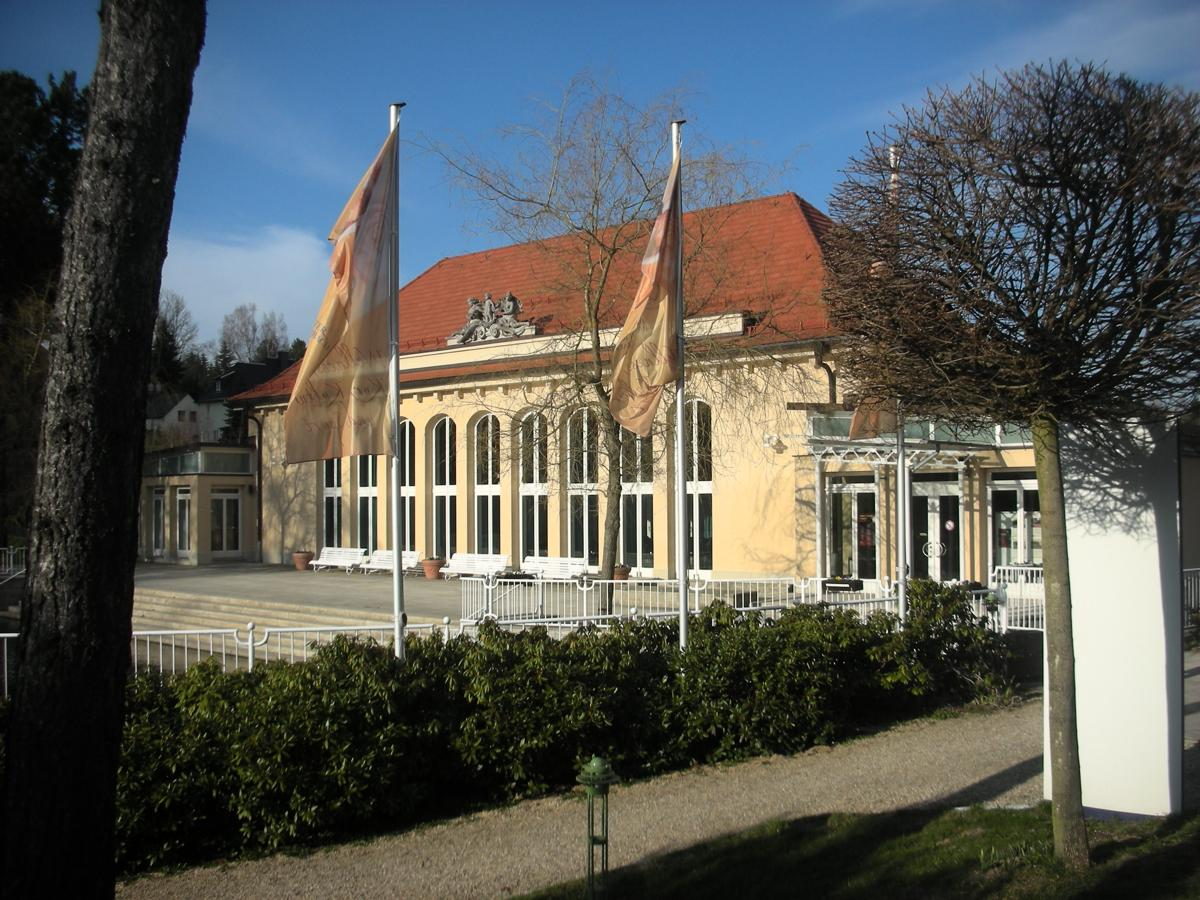
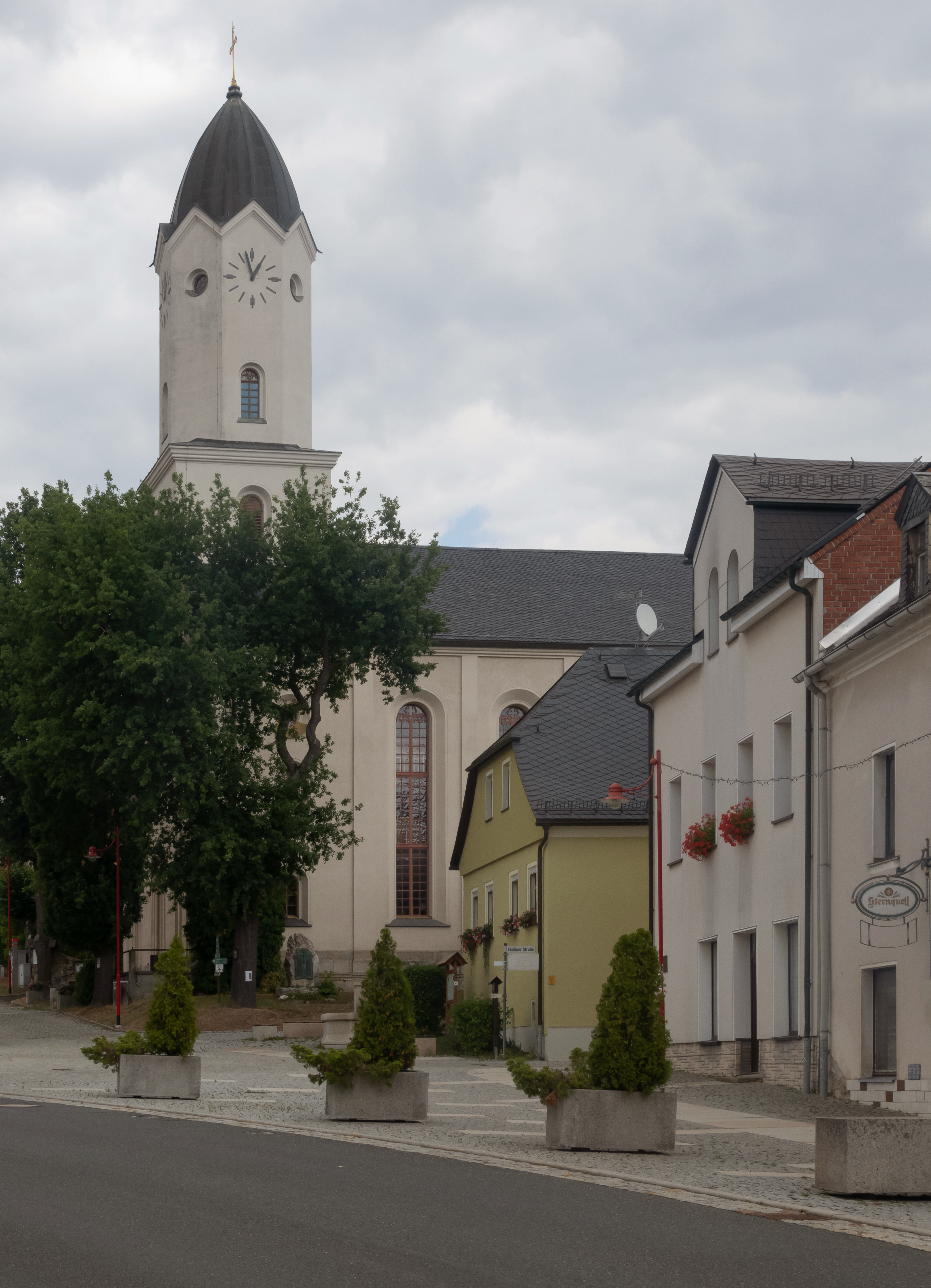
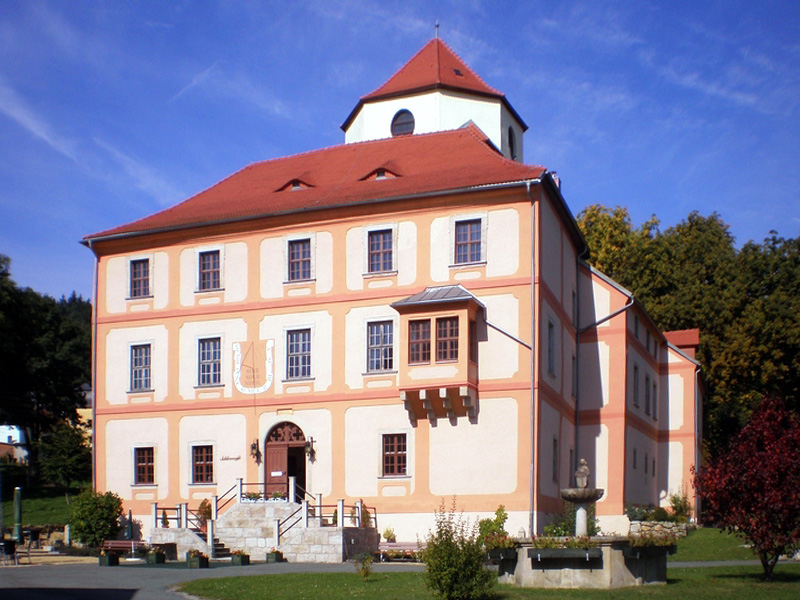

- Bad Brambach
- Bärendorf
- Bärenteich
- Frauengrün
- Gürth
- Hennebach
- Hohendorf
- Kleedorf
- Oberbrambach
- Raun
- Raunergrund
- Rohrbach
- Schönberg

Adorf ·
Auerbach ·
Bad Brambach ·
Bad Elster ·
Bergen ·
Bösenbrunn ·
Eichigt ·
Ellefeld ·
Elsterberg ·
Falkenstein ·
Grünbach ·
Heinsdorfergrund ·
Klingenthal ·
Lengenfeld ·
Limbach ·
Markneukirchen ·
Mühlental ·
Mühltroff ·
Muldenhammer ·
Netzschkau ·
Neuensalz ·
Neumark ·
Neustadt/Vogtl. ·
Oelsnitz ·
Pausa-Mühltroff ·
Plauen ·
Pöhl ·
Reichenbach im Vogtland ·
Rodewisch ·
Rosenbach/Vogtl. ·
Schöneck/Vogtl. ·
Steinberg ·
Theuma ·
Tirpersdorf ·
Treuen ·
Triebel/Vogtl. ·
Weischlitz ·
Werda ·
Zwota